# Bahnhof Saya
Der Bahnhof Saya (jap. 佐屋駅, Saya-eki) ist ein Bahnhof auf der japanischen Insel Honshū. Er wird von der Bahngesellschaft Meitetsu (Nagoya Tetsudō) betrieben und befindet sich in der Präfektur Aichi auf dem Gebiet der Stadt Aisai, westlich von Nagoya.

## Verbindungen
Saya ist ein Zwischenbahnhof an der Meitetsu Bisai-Linie, die Yatomi mit Ichinomiya verbindet. Der Fahrplan ist in jenen der Meitetsu Tsushima-Linie und der Meitetsu Nagoya-Hauptlinie integriert. Tagsüber gibt es zwei sich überlappende Zugläufe, einerseits von Kira Yoshida über Chiryū, Meitetsu Nagoya, Sukaguchi und Tsushima nach Yatomi, andererseits von Toyoake über Meitetsu Nagoya, Sukaguchi und Tsushima nach Saya. Zusammen ergeben sie den gemeinsamen Abschnitten einen Viertelstundentakt. Während der Hauptverkehrszeit werden ab Saya in nördlicher Richtung bis zu sieben Züge je Stunde angeboten. Darunter sind vereinzelte, ab Saya verkehrende Eilzüge der Zuggattung Semi Express, die auf dem Weg nach Meitetsu Nagoya mehrere Zwischenbahnhöfe überspringen und weiter nach Toyoake oder zum Flughafen Chūbu fahren. Buslinien gibt es hier keine.

## Anlage
Der Bahnhof steht an der Grenze zwischen den Stadtteilen Suechō im Norden und Higashigawara im Süden. Rundherum erstrecken sich Wohnviertel. Die ebenerdige Anlage ist von Norden nach Süden ausgerichtet und umfasst drei Gleise, die alle dem Personenverkehr dienen. Sie liegen an einem Mittelbahnsteig und an einem Seitenbahnsteig, die beide zum Teil überdacht sind. Der Zugang erfolgt über einen niveaugleichen Bahnübergang am südlichen Ende. Während Gleis 1 am Seitenbahnsteig stumpf endet und zum Wenden der von hier verkehrenden Züge genutzt wird, halten die Züge von und nach Yatomi am Mittelbahnsteig auf den Gleisen 2 und 3. Nördlich des Bahnhofs ist die Strecke zweigleisig, südlich davon eingleisig. Am Seitenbahnsteig steht ein schlichtes Empfangsgebäude.
Im Fiskaljahr 2020 nutzten durchschnittlich 4374 Fahrgäste täglich den Bahnhof.

## Bilder

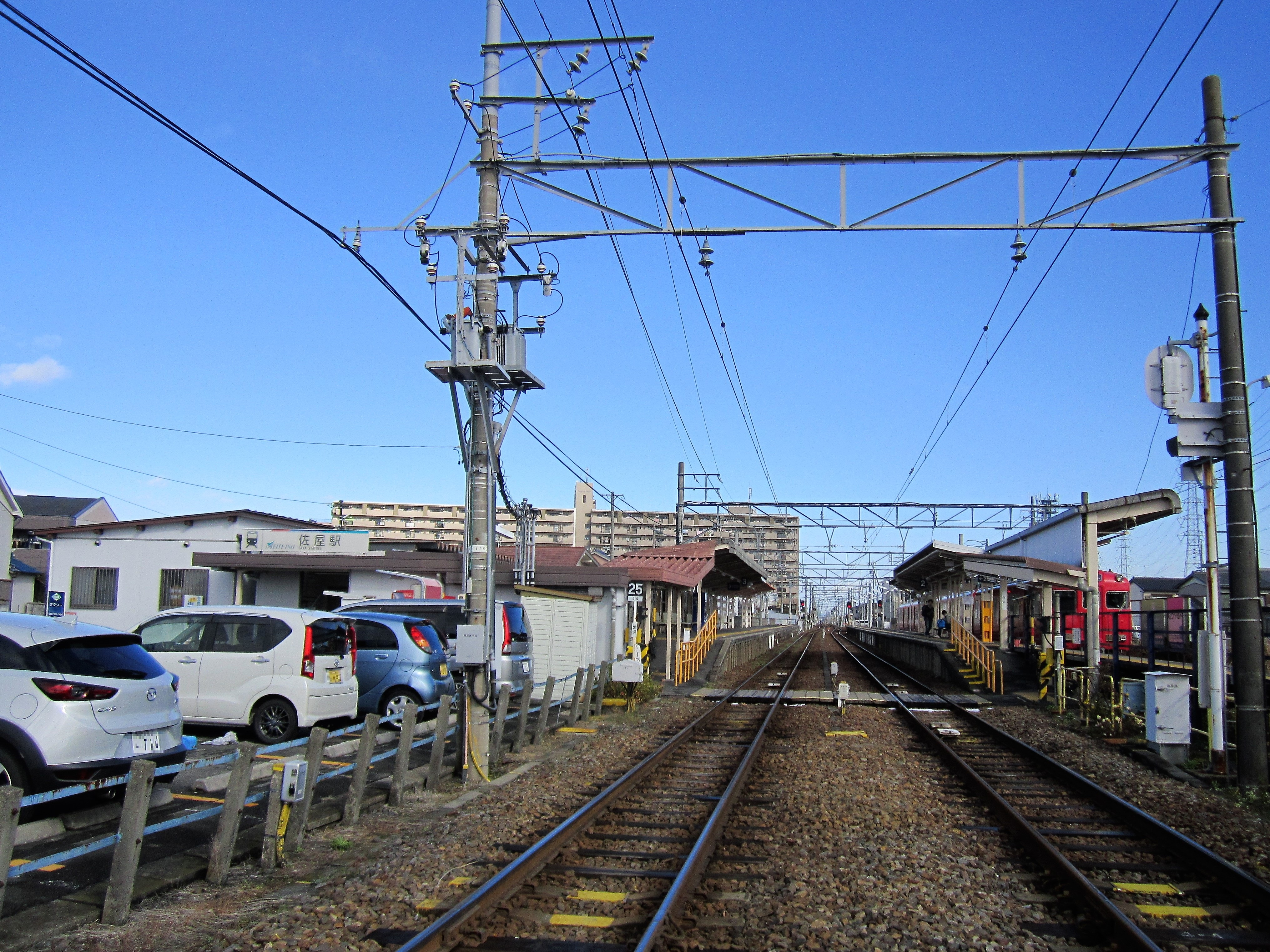
Gesamtansicht
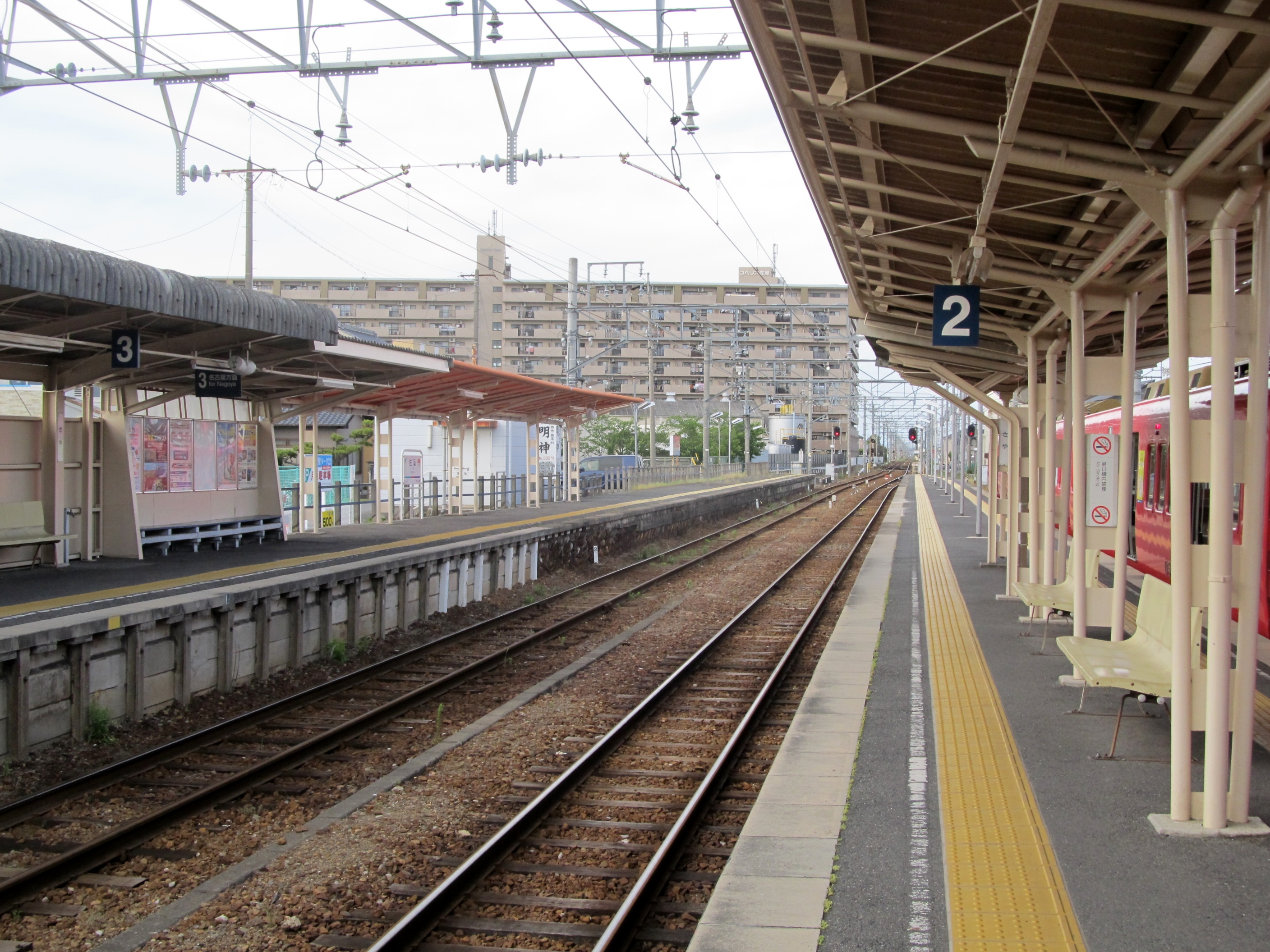
Bahnsteige
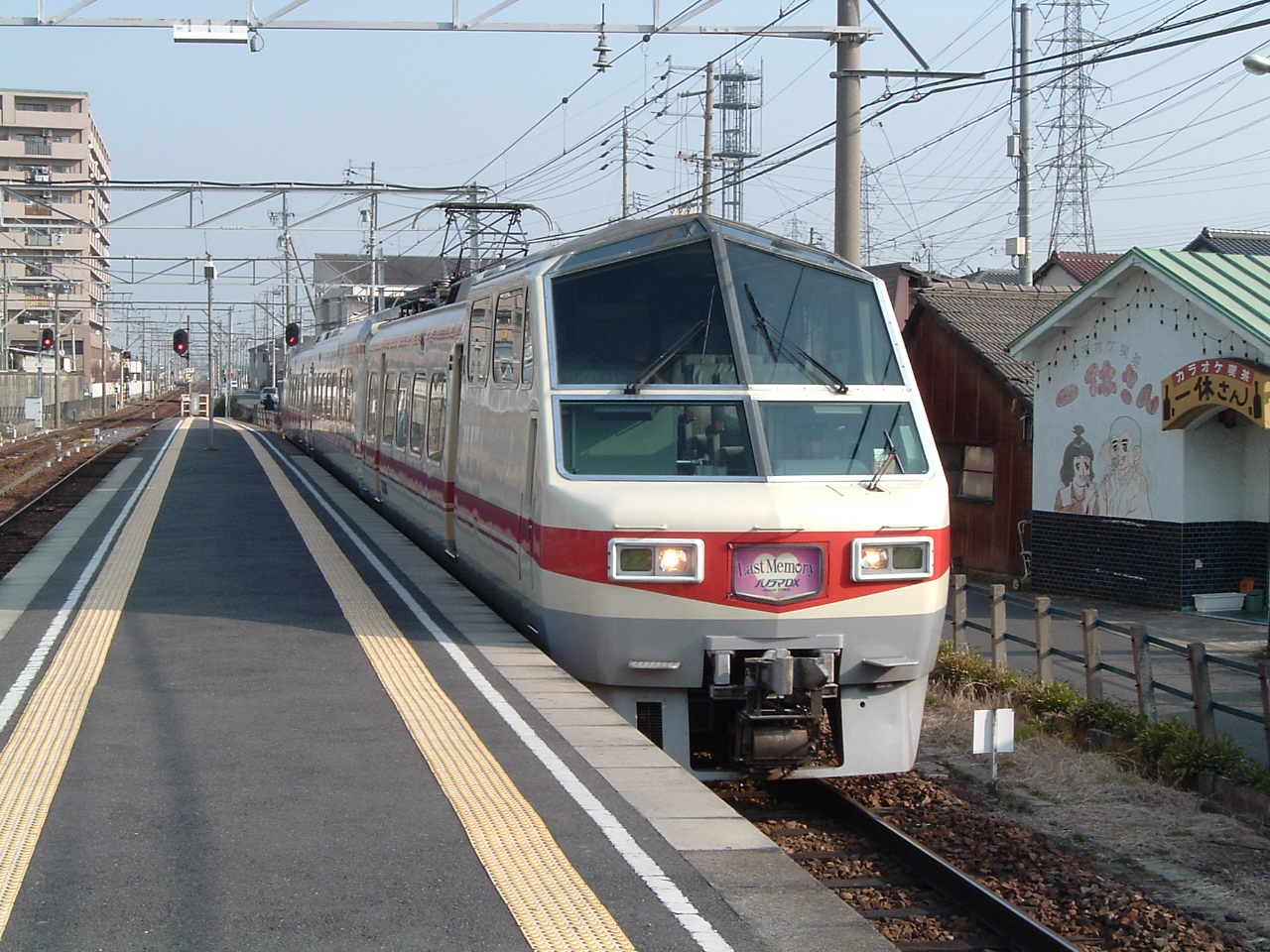
Triebzug der Baureihe Meitetsu 8800
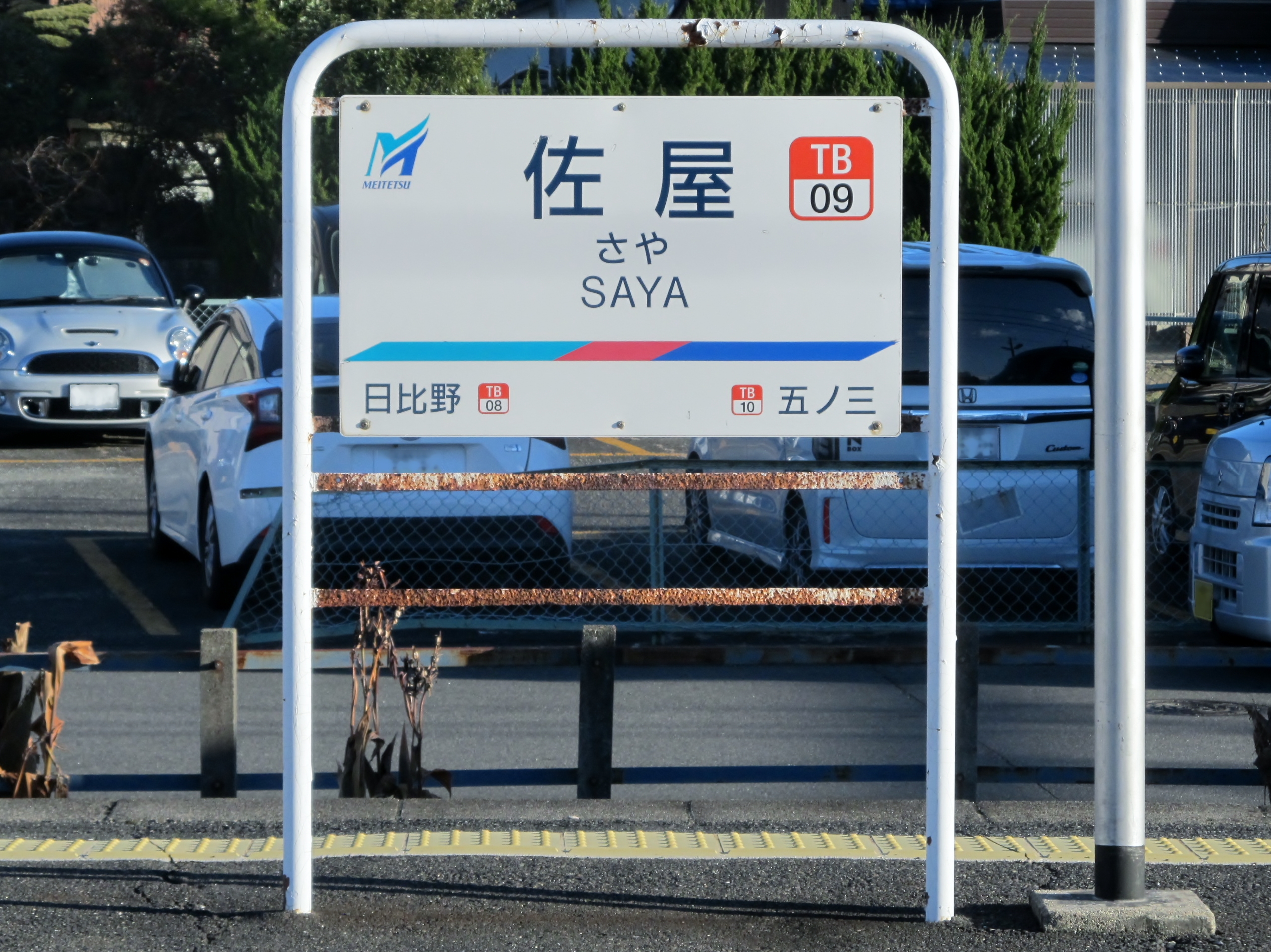
Bahnhofsschild
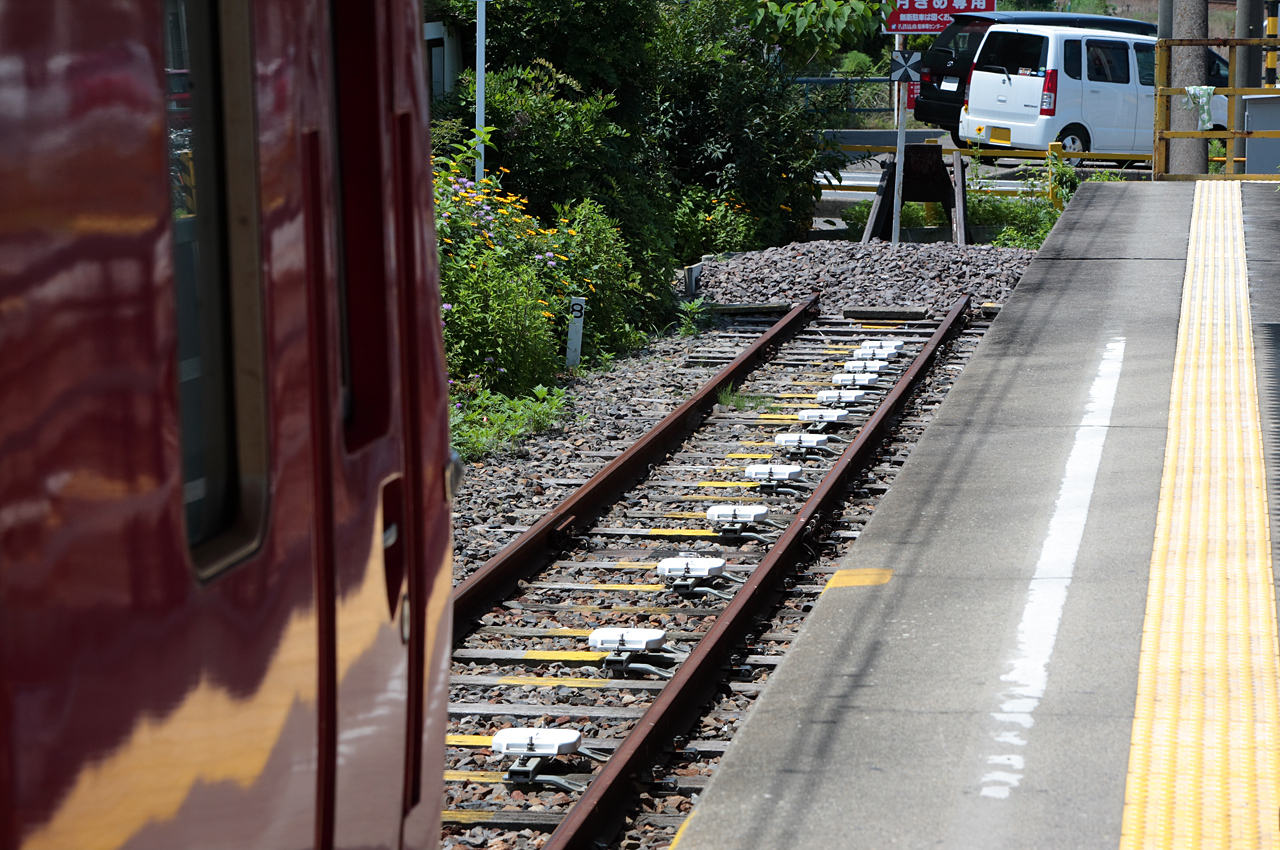
Ende von Gleis 1 (Juli 2008)

## Gleise

Gleisplan

| 1 | ▉ Meitetsu Bisai-Linie | Tsushima • Sukaguchi • Meitetsu Nagoya |
| 2 | ▉ Meitetsu Bisai-Linie | Yatomi                                 |
| 3 | ▉ Meitetsu Bisai-Linie | Tsushima • Sukaguchi • Meitetsu Nagoya |

## Linien
| Verlauf der Meitetsu Bisai-Linie |
| --- |
| Yatomi • Gonosan • Saya • Hibino • Tsushima • Machikata • Rokuwa • Fuchidaka • Marubuchi • Kami-Marubuchi • Morikami • Yamazaki • Tamano • Hagiwara • Futago • Kariyasuka • Kannonji • Meitetsu Ichinomiya • Nishi-Ichinomiya • Kaimei • Okuchō • Tamanoi |

## Geschichte
Die Bahngesellschaft Bisai Tetsudō eröffnete den Bahnhof am 3. April 1898, zusammen mit dem ersten Abschnitt der Bisai-Linie von Yatomi bis Tsushima. In den ersten Jahrzehnten standen Dampflokomotiven im Einsatz, bis zur Elektrifizierung des Abschnitts Yatomi–Tsushima am 28. November 1923. Zwei Jahre später gelangte die Strecke an die Nagoya Tetsudō,  1930 an die Meigi Tetsudō und 1935 an die Meitetsu. Eine durch den Taifun Vera verursachte Sturmflut richtete am 26. September 1959 große Schäden am Bahnhof an und der Streckenabschnitt Yatomi–Tsushima konnte erst fast zwei Monate später am 23. November wiederaufgenommen werden. 1967 stellte die Meitetsu den Güterumschlag ein, 1971 nahm sie ein neues Empfangsgebäude in Betrieb. Seit dem Fahrplanwechsel im November 1992 wird Saya von Eilzügen bedient.